# О’Салливан, Зак
Зак О’Салливан (род. 6 февраля 2005, Челтнем, Глостершир, Англия, Великобритания) — британский автогонщик. В сезоне 2024 года выступает в Формуле-2. Он выступал в Формуле-3 с 2022 года.

## Карьера

### Картинг
О’Салливан начал свою карьеру в картинге в 2014 году. В 2016 году выиграл чемпионат Великобритании по картингу. Два года спустя занял 12-е место на чемпионате Европы среди юниоров CIK-FIA. Он также занял второе место на чемпионате Германии среди юниоров по картингу.

### Ginetta Junior Championship
В сезоне 2019 года О’Салливан перешёл в юниорский чемпионат Ginetta, где занял второе место в чемпионате.

### Формула-4
В сезоне 2020 года перешёл в чемпионат Великобритании Формулы-4, выступав за команду Carlin в гонках на одноместных автомобилях. С девятью победами в гонках и 408,5 очками занял второе место в чемпионате.

### Формула-3
В сезоне 2021 года О’Салливан дебютировал в чемпионате Великобритании Формулы-3 в команде Carlin. Зак выиграл чемпионат, одержав пять поул-позиций и семь побед в гонках.
В сезоне 2022 года О’Салливан перешёл в чемпионат ФИА Формулы-3, выступав за команду Carlin. В своём дебютном сезоне завоевал два подиума и одну поул-позицию. Он закончил чемпионат на 11-м месте в личном зачёте. В сезоне 2023 года перешёл в команду Prema Racing в рамках того же чемпионата.
Формула-2
В сезоне 2024 года О’Салливан перешёл в Формулу-2, выступает за команду Hitech Pulse-Eight. Его напарником стал Виктор Мартен.
Зак остался в программе команды Williams Racing.

### Формула-1
О’Салливан дебютировал в Формуле-1, приняв участие в первой свободной тренировке на Гран-при Абу-Даби 2023 года.

## Результаты выступлений

### Формула-1
| Легенда к таблице |                                                                    |
| --- | ------------------------------------------------------------------ |
| В таблице перечислены результаты всех Гран-при Формулы-1, в которых принимал участие гонщик. Строками таблицы являются сезоны, столбцами — этапы чемпионата мира. В каждой клетке указаны сокращённое название этапа и результат, дополнительно обозначенный цветом. Расшифровка обозначений и цветов представлена в нижеследующей таблице. |                                                                    |
| \| Пример \| Описание \| \| ------------ \| ------------------------------------------------------------------ \| \| 1 \| Победитель \| \| 2 \| Второе место \| \| 3 \| Третье место \| \| 5 \| Финишировал, заработав очки \| \| Сход \| Не финишировал, но при этом заработал очки \| \| 12 \| Финишировал, не получив очков \| \| НКЛ \| Финишировал, но не попал в финальную классификацию \| \| 15 \| Участвовал вне зачёта, либо по отдельной классификации \| \| 18 \| Не финишировал, но попал в финальную классификацию \| \| Сход \| Не финишировал \| \| НКВ \| Не прошёл квалификацию \| \| НПКВ \| Не прошёл предквалификацию \| \| ДСК \| Дисквалифицирован \| \| ИСК \| Исключён из протокола соревнований \| \| ТТ \| Заявлен для участия только в тренировках \| \| НС \| Участвовал в квалификации, но не стартовал в гонке \| \| Т \| Травмирован или болен \| \| ОТК \| Отказ от участия \| \| НТР \| Прибыл на соревнования, но на трассу не выезжал \| \| НПР \| Был заявлен в числе участников, но не прибыл к началу соревнований \| \| О \| Соревнования отменены \| \| \| Не участвовал \| \| Поул-позиция \| \| \| Быстрый круг \| \| |                                                                    |
| Пример | Описание                                                           |
| 1 | Победитель                                                         |
| 2 | Второе место                                                       |
| 3 | Третье место                                                       |
| 5 | Финишировал, заработав очки                                        |
| Сход | Не финишировал, но при этом заработал очки                         |
| 12 | Финишировал, не получив очков                                      |
| НКЛ | Финишировал, но не попал в финальную классификацию                 |
| 15 | Участвовал вне зачёта, либо по отдельной классификации             |
| 18 | Не финишировал, но попал в финальную классификацию                 |
| Сход | Не финишировал                                                     |
| НКВ | Не прошёл квалификацию                                             |
| НПКВ | Не прошёл предквалификацию                                         |
| ДСК | Дисквалифицирован                                                  |
| ИСК | Исключён из протокола соревнований                                 |
| ТТ | Заявлен для участия только в тренировках                           |
| НС | Участвовал в квалификации, но не стартовал в гонке                 |
| Т | Травмирован или болен                                              |
| ОТК | Отказ от участия                                                   |
| НТР | Прибыл на соревнования, но на трассу не выезжал                    |
| НПР | Был заявлен в числе участников, но не прибыл к началу соревнований |
| О | Соревнования отменены                                              |
| | Не участвовал                                                      |
| Поул-позиция |                                                                    |
| Быстрый круг |                                                                    |

| Сезон | Команда         | Шасси         | Двигатель                                  | Ш | 1   | 2   | 3   | 4   | 5   | 6   | 7   | 8   | 9   | 10  | 11  | 12  | 13  | 14  | 15  | 16  | 17  | 18  | 19  | 20  | 21  | 22       | Место | Очки |
| ----- | --------------- | ------------- | ------------------------------------------ | - | --- | --- | --- | --- | --- | --- | --- | --- | --- | --- | --- | --- | --- | --- | --- | --- | --- | --- | --- | --- | --- | -------- | ----- | ---- |
| 2023  | Williams Racing | Williams FW45 | Mercedes-AMG F1 M14 E Performance 1,6 V6 t | P | БАХ | САУ | АВС | АЗЕ | МАЙ | МОН | ИСП | КАН | АВТ | ВЕЛ | ВЕН | БЕЛ | НИД | ИТА | СИН | ЯПО | КАТ | США | МЕХ | САП | ЛАС | АБУ тест | —     | —    |